# Ewald Straesser
Répertoire
Symphonies, musique de chambre
Ewald Straesser (ou Sträßer), né le 27 juin 1867 à Burscheid – mort le 4 avril 1933 à Stuttgart, est un compositeur et chef d'orchestre allemand.

## Œuvres
Ewald Straesser a composé :
- 5 quatuors à cordes ;
- d’autres œuvres de musique de chambre, incluant une sonate pour piano (Kleine sonate), une sonate pour violon,
- un quintette pour piano et cordes,
- Deux quintettes pour clarinette et quatuor à cordes, op 34...
- un quintette à vents op 96.(fl.htb.clar.cor,basson)
- un trio pour piano,
- 6 symphonies (au moins 3 non publiées) ;
- des concertos pour piano, violon et violoncelle.
- Une sonate pour clarinette(et piano).